# Alfonso Rodríguez (cineasta)
Alfonso Rodríguez Zorrilla, más conocido como Alfonso Rodríguez (Santo Domingo, 5 de enero de 1956), es un cineasta, presentador, político, productor de cine y televisión dominicano.
El 24 de julio de 2018, Alfonso Rodríguez anunció sus aspiraciones a la presidencia de República Dominicana por el partido Revolución democrática.

## Biografía
Se graduó en la Universidad Autónoma de Santo Domingo (UASD) y en 1979 estudió televisión y producción cinematográfica en la Universidad de California en Irvine. Sus primeros trabajos en el cine fueron como jefe colorista en el Sistema de Color Tech. Regresó a República Dominicana y comenzó a trabajar como director de producción en varios canales de televisión donde empezó a hacer películas, comedias de situación y telenovelas. 
En 1988 hizo su primer trabajo cinematográfico, Tráfico de niños, y telenovelas como Cadena Braga. Realizó también teleseries cómicas como Ciudad nueva, Electrolocos y Pobre presidente. 
En 2003 y 2004 filmó las tres partes de la película para la televisión Jarabe de mar y en 2006 la comedia romántica Un macho de mujer. Su película Yuniol 2 obtuvo buenos comentarios de los críticos nacionales e internacionales y además fue galardonada en los Premios Casandra, con el premio a mejor producción cinematográfica, mejor director, mejor actor y actriz de cine.[cita requerida]
En 2011 dirigió y produjo Pimp Bullies, película que tiene como tema central la prostitución y el tráfico de personas. En esta se destaca la actuación de Ving Rhames como el Pimp. También es el productor y conductor de una programa de TV llamado Archivos con Alfonso Rodríguez.
Dirigió las comedias Feo de día, lindo de noche y Mi angelito favorito estrenadas en 2012 y 2013, respectivamente.
Su más reciente película "Locas y atrapadas" fue lanzada en febrero de 2014 recibiendo críticas positivas en IMDb.
En el 2020 el presidente Luis Abinader lo designó como Cónsul en Los Ángeles

## Filmografía

### Cine
- Kanibarú (2019), director
- Trabajo sucio (2018), actor
- En altamar (2018), director
- Pulso (2018), actor
- Luis (2017), actor
- El encuentro (2017), director[3]
- Ladrones (2015), productor
- Morir soñando (2015), actor
- Locas y atrapadas (2014), director
- Noche de circo (2013), actor
- Ponchao (2013), actor
- Mi angelito favorito (2013), director y actor
- Feo de día, lindo de noche (2012), director
- Lotoman 2.0 (2012), actor
- Pimp Bullies (2011), director
- Lotoman (2011), actor
- Jaque mate (2011), actor
- La soga (2009), actor
- Al fin y al cabo (2008), director y actor
- Playball (2008), director y actor
- Yuniol 2 (2007), director
- Un macho de mujer (2006), director
- La fiesta del chivo (2005), actor

### Televisión
- Series, programas y telenovelas
  - Tráfico de niños (1988) como director, guionista y actor.
  - Cadena braga (1991) como director.
  - El Bachatón (2003-2017) como presentador y productor.
  - Trópico (2007) como actor.
  - Archivos con Alfonso Rodríguez - como productor y presentador
  - La otra Baraja (2004) como productor
  - Alfonso en vivo (2014-presente) como productor y presentador

- Grandes Series Dominicanas (1997-1999)
  - La ciguapa (1997) como director, guionista, actor.
  - Adopción mortal (1997) como director, guionista, actor.
  - Muerto... por muelú (1997) como director, guionista, actor.
  - El hombre del sombrero (1997) como director, guionista, actor.
  - Cáncer... el asesino silente (1997) como director, guionista.
  - Una reina en las Américas (1997) como director, guionista.
  - La rubia del sida (1997) como director, guionista.
  - Mambé (1997) como director, guionista, actor.
  - En la hoya (1997) como director, guionista.
  - La mujer del venao (1998) como director, guionista, actor.
  - El viejevo (1999) como director, guionista, actor.
  - Un asalto en la Lincoln (1999) como director, guionista.
  - Trío en altamar (1999) como director, guionista.

- Serie Jarabe de Mar (2003-2004)
  - Crimen Involuntario - como director, guionista
  - La Ninfómana - como director, guionista.
  - Éxtasis - como director, guionista, actor.

- Sitcoms y programas humorísticos (1999-2003)
  - Bemberé
  - Ciudad Nueva
  - Los Electrolocos
  - Pobre Presidente
  - Rincón Paraíso

- Confesiones (2014-2015)
  - La Malvada viuda - (director, guionista, actor).

### Cortos
- A Tiro Limpio (2013), actor
- Tu Abuela (2014), actor

### Aspiraciones Políticas
El cineasta Alfonso Rodríguez anunció sus aspiraciones a la presidencia de República Dominicana, al tiempo que hizo público su patrimonio.
Rodríguez, que ha sido un exitoso productor y director de cine, dijo que no puede permanecer indiferente a todo lo que está ocurriendo en República Dominicana, con los altos niveles de corrupción, de inseguridad pública, delincuencia, violencia e irrespeto a la ciudadanía.
“No puedo quedarme sentado en mi casa viendo cómo destruyen mi país, el país donde nací, el único país del mundo donde no se me discrimina y donde no soy un inmigrante, el país donde una vez fue el ideal para criar mis hijos”, dijo en una breve alocución en la noche de este martes, cuando presentó su proyecto político Revolución Democrática y entregó un documento a los medios de comunicación.